# Justice imputée
Pour les articles homonymes, voir Imputation.
 (novembre 2023).
Motif : Dès le RI, texte incompréhensible.

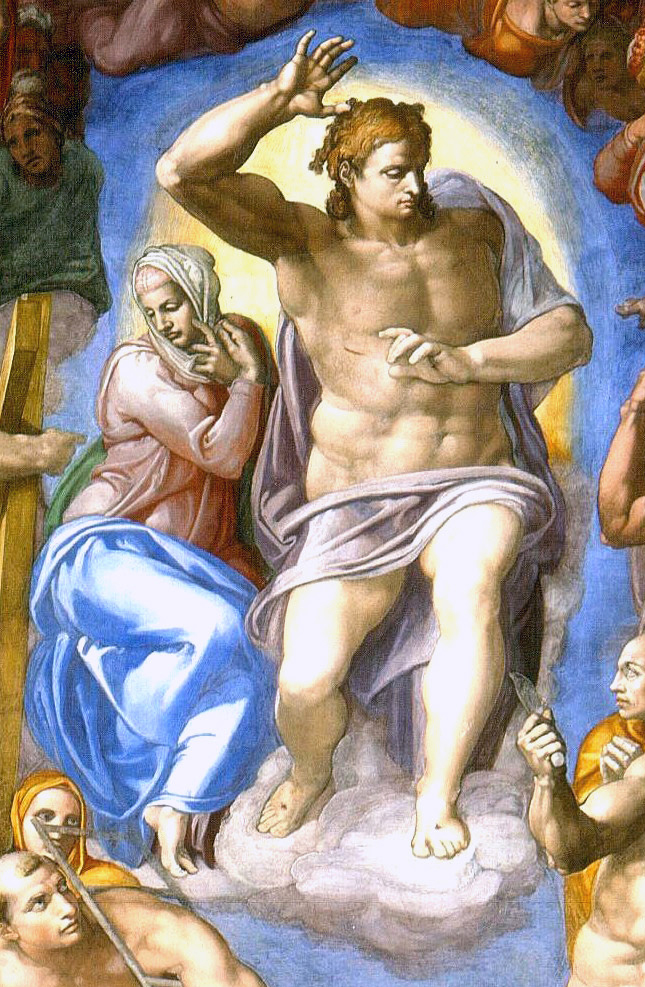
Le Jugement dernier (détail)
Le Christ et la Vierge

La justice imputée est un concept de la théologie protestante qui énonce que la justice de Jésus-Christ, ses mérites, sont imputés aux croyants à travers leur foi, comme s'il s'agissait des leurs. C'est sur la base de cette justice que Dieu approuve les hommes. Cette approbation est aussi évoquée sous le nom de justification.[Quoi ?] Cette doctrine est donc pratiquement synonyme de justification par la foi. 
L'enseignement de la doctrine de la justice imputée est caractéristique des traditions luthérienne et réformée. La justice imputée diffère de la position catholique qui remonte à Augustin d'Hippone. Pour ce dernier, Dieu transmet la justice justifiante au pécheur, de telle façon qu'elle devient une partie de sa personne. Ce concept est désigné sous le nom de « justice infusée ».

## Différences entre justice imputée et justice infusée
Les deux concepts approuvent le principe selon lequel Dieu est la source de notre justice et que celle-ci est un don que, strictement parlant, les hommes ne peuvent pas mériter. Ils se rejoignent également sur le fait que l'activité de Dieu entraîne une transformation chez les hommes, lesquels, au fil du temps, deviennent plus obéissants à Dieu et voient le péché progressivement vaincu dans leur vie. Parfois, cette convergence de vues s'est brouillée : les protestants accusant les catholiques de croire que les hommes peuvent obtenir eux-mêmes leur salut, et les catholiques accusant les protestants de croire qu'il n'est pas nécessaire aux chrétiens d'avoir leur vie transformée pour être sauvés. La distinction entre les concepts de justice imputée et justice infusée concerne au moins deux domaines :
- La conservation de la justification et l'effet du péché :

Selon le concept d'imputation de la justice, la justice par laquelle les hommes sont approuvés par Dieu, est « étrangère ». Puisque leur approbation est basée sur les actes de Dieu, rien de ce que les hommes font ne peut les conduire à perdre leur statut d'approuvés. Le péché peut mener Dieu à les traiter en tant qu'hommes désobéissants, mais pas à les renier. Protestants et catholiques sont en désaccord sur la question de la possibilité pour les hommes de perdre leur justification. Pour les protestants, si c'est le cas, c'est en cessant d'avoir foi en Dieu et non en raison d'un péché particulier. Les catholiques affirment que la justice arrive à être présente chez les hommes, et qu'elle est la base de l'obtention du statut d'approbation. Les hommes ont selon eux la responsabilité de collaborer avec Dieu en entretenant et renforçant la présence de cette « grâce » dans leur vie. Mais pour eux certains péchés graves, appelés « péchés mortels », peuvent provoquer la perte de cette « grâce ». Les protestants pensent qu'en cas de péchés graves, les chrétiens continuent à être traités comme enfants de Dieu, mais comme enfants de Dieu désobéissants qui requièrent une certaine discipline. En revanche, les catholiques croient que dans cette situation, le lien avec Dieu est en grande partie rompu et que le rétablir requiert « une nouvelle initiative de la miséricorde de Dieu et une conversion du cœur qui s'accomplit normalement dans le cadre du sacrement de la réconciliation ».
- Le mérite :

Les protestants évitent de dire, à propos des hommes, qu'ils ont des mérites devant Dieu, en raison du fait que, pour eux, toute justice justifiante est étrangère, les hommes ne méritent rien venant de Dieu. En revanche, les catholiques, qui soutiennent que la justice arrive à être présente chez les hommes, pensent que ces derniers peuvent, dans un certain sens, mériter récompense. Bien sûr, tout mérite est, en fin de compte, dû à l'activité de Dieu. Il faut cependant noter que les protestants approuvent le fait que même des non-chrétiens peuvent agir de façon louable. Ils ne méritent pas le salut mais certains théologiens protestants ont parlé d'eux comme « reflétant la justice civile ».
Alors qu'il existe des différences significatives entre l'imputation et l'infusion de la justice, elles peuvent être considérées, dans une certaine mesure, comme des différences d'accentuation potentiellement complémentaires. L'imputation met en exergue l'idée que le salut est un don de Dieu et qu'il est dépendant de lui. La justice infusée insiste sur la responsabilité des hommes dans la collaboration avec les actes de Dieu qui transforment leur vie. Cette position est soutenue par une déclaration conjointe de la Fédération luthérienne mondiale et de l'Église catholique. Cependant, assez de différences subsistent, à la fois dans les conséquences doctrinales et pratiques induites par ces concepts, pour que cette déclaration ne fasse pas l'unanimité.

## La justice
Les concepts développés ici proviennent nominalement des lettres de Paul, qui constituent une grande partie du Nouveau Testament, et notamment de l’épître aux Romains. Cependant, ces concepts ont évolué sous l’influence des théologiens chrétiens ultérieurs à Paul.
Depuis au moins l’époque de saint Augustin, la « justice » est considérée comme une qualité morale et religieuse. Dans la conception catholique, les chrétiens sont transformés par l’action de Dieu et développent leur propre justice. Au XVIe siècle, les réformateurs protestants en sont venus à concevoir l’approbation de Dieu selon une conception « légale » dans laquelle Dieu proclame l’humanité non coupable, même si dans un sens moral, elle est encore coupable de péché. Néanmoins, les réformateurs continuèrent à accepter le concept traditionnel de justice. Ce qui changea, c’est que cette justice était dorénavant vue comme étant celle du Christ, qui fut attribuée (« imputée ») aux chrétiens par Dieu. À partir du milieu du XXe siècle, la connaissance accrue du judaïsme du Ier siècle conduisit à une révision d’un certain nombre de concepts développés par Paul. Ainsi, beaucoup d’universitaires conçoivent aujourd’hui la « justice » comme un concept hébreu faisant référence à la fidélité à l’alliance entre Dieu et l’humanité (pour Dieu) ou au statut de véritable membre de cette alliance (pour l’homme). Vue sous cet angle, la justice est alors un statut légal et non une qualité de perfection religieuse ou morale.
N. T. Wright, qui est l’un des partisans les plus connus de cette nouvelle perspective sur Paul, remarque que cette autre lecture de la justice remet à la fois en cause les concepts de justice imputée et justice infusée. Cependant, Wright considère toujours que la justice vient de Dieu et ne dépend pas de la qualité morale d’une personne. La différence pour lui, est qu’au lieu d’être basée sur la perfection morale du Christ attribuée aux chrétiens, la justice selon Paul est un statut, celui d’être un véritable membre de la communauté de l’alliance. Un individu est membre de cette alliance à travers sa foi dans le Christ. Il participe à la mort du Christ et à sa résurrection. Pour Wright, Paul voit cela comme le déplacement de l’individu du royaume du péché au royaume du Christ, même s’il péchera encore de temps en temps dans sa vie.
Cette différence de conception du terme « justice » a de nombreuses implications. Néanmoins, la nouvelle conception se rapproche de la conception traditionnelle quant à la doctrine de la justice imputée : bien que le mécanisme soit différent, dans les deux cas, le statut du chrétien découle de quelque chose du Christ qui dans un certain sens est attribuée au croyant. Les conséquences de l'imputation de la justice continuent donc à s'appliquer dans le cas de la nouvelle conception de la justice. .

## Doctrine
L'imputation de la justice du Christ est la doctrine protestante selon laquelle un pécheur est déclaré juste par Dieu au seul moyen de la grâce de Dieu, à travers sa foi dans le Christ. Cette doctrine prend donc seulement en compte le mérite et la valeur du Christ plutôt que le mérite et la valeur du croyant. D’un côté Dieu est infiniment miséricordieux, « ne voulant pas qu’un seul périsse (…) au contraire, que tous parviennent à se convertir » (2 Pierre 3:9). De l’autre, Dieu est infiniment saint et juste, ce qui signifie qu’il ne peut pas approuver ou même regarder le mal (Habaquq 1:13) ni non plus acquitter les coupables (Proverbes 17:15). Puisque la Bible décrit tous les hommes comme des pécheurs et déclare qu’il n’y en a aucun qui ne soit juste (Romains 3:10 et 3:23), il y a là une difficulté théologique classique à résoudre. Pour reprendre les mots de Paul, comment Dieu peut-il « être juste tout en déclarant juste celui qui croit » (Romains 3:26) ?
Les partisans de l'imputation de la justice affirment que Dieu le Père résout ce problème en envoyant son Fils qui est sans péché et indestructiblement parfait dans son caractère, afin de mener une vie parfaite et de se sacrifier pour les péchés de l’humanité. Les péchés du pécheur repenti sont rejetés sur le Christ, lequel met en œuvre un sacrifice parfait. En tout premier lieu, les tenants de la l'imputation remarquent que le Nouveau Testament décrit le salut de l’homme comme venant de la « justice de Dieu » (Romains 3:21-22 et 10:3, Philippiens 3:9). Ils notent ensuite que cette justice imputée est particulièrement celle de la seconde personne de la Trinité, Jésus-Christ (2 Corinthiens 5:21, 1 Corinthiens 1:30). Lorsqu’ils font référence à « la justice imputée du Christ », ils se référent aussi bien à son caractère intrinsèque, qu’à sa vie sans péché et sa parfaite obéissance à la loi de Dieu sur terre, ce qui est habituellement appelé : son obéissance active. Le besoin, pour l’humanité, de parfaite obéissance à la loi de Dieu, fut la raison pour laquelle le Christ, qui est Dieu, a dû s’incarner (se faire chair) et vivre en tant qu’être humain. La déclaration de Paul dans Romains 4:6, qui affirme que « Dieu déclare l’homme juste sans qu’il ait produit d’œuvres pour le mériter », vient étayer l’argumentation selon laquelle la justice du Christ est imputée au compte du croyant. Par cette terminologie, les théologiens qui ont formulé cette doctrine veulent faire comprendre que Dieu crédite juridiquement le croyant des actes justes que le Christ a accomplis sur terre. Pour décrire cette opération, Martin Luther emploie l’expression d'« heureux échange » qu’il a empruntée à l’imagerie de Paul développée dans Colossiens 3. Le Christ a ainsi échangé ses « vêtements », ceux de la sainteté, de la justice, de la bénédiction par le Père, avec les péchés des hommes. C’est la Bonne nouvelle pour les croyants. Le Christ prend leurs péchés et les croyants reçoivent son état de bénédiction et sa justice.
La justice du Christ et sa relation avec celui qui la reçoit, est parfois vue comme une adoption. L’adoption fait légalement d’un enfant le fils ou la fille d’une personne qui n’est pas le parent naturel de cet enfant. De même, les époux sont légalement considérés comme formant une seule entité. Lorsqu’un pécheur croit au Christ, il est spirituellement uni au Christ, et cette union est rendue possible afin que Dieu attribue aux croyants la justice du Christ sans qu'il n'ait besoin de se livrer à une « fiction juridique ».

## Différentes conceptions de l'imputation

### Position luthérienne
Philippe Melanchthon, contemporain de Martin Luther, insista sur la volonté luthérienne classique de soigneusement et correctement distinguer la loi et l’évangile. En procédant ainsi, il souligne le fait que la loi contraint, condamne et conduit les hommes, alors que l’évangile proclame la repentance, la promesse de grâce, la vie éternelle, et leur liberté en Christ.

### Position réformée
Les Églises réformées et presbytériennes ont généralement suivi les luthériens quant à l'importance de distinguer la loi et l’évangile. Suivant la théologie de l’alliance, la loi et l’évangile sont associés respectivement à l’alliance des œuvres et à l’alliance de grâce. Historiquement, pour ces Églises, la distinction loi-évangile n'est pas aussi prééminente dans leur système théologique que chez les luthériens. Pour elles, la loi ne se limite pas à accuser, elle guide aussi les hommes vers la volonté de Dieu.

### Position catholique
La conception catholique soutient que la cause officielle de la justification ne consiste pas en une imputation extérieure de la justice du Christ, mais en une sanctification véritable et intérieure obtenue par la grâce, laquelle abonde dans l’esprit et le rend en permanence saint devant Dieu. Bien que le pécheur soit justifié par la justice du Christ, dans la mesure où celui-ci a mérité pour lui la grâce de la justification (causa meritoria), il est officiellement justifié et fait saint par sa propre justice et sainteté personnelles (causa formalis). Même si elles sont internes et propres à celui qui est justifié, cette justice et cette sainteté sont considérés comme un don de grâce par l’action du Saint-Esprit, plutôt que comme quelque chose de gagné ou d’acquis indépendamment de l'œuvre rédemptrice de Dieu. En bref, l’Église catholique romaine rejette l’enseignement de la justice imputée comme étant une réalité actuelle. Cette question est au centre des désaccords entre catholiques et luthériens, et reste à ce jour le principal obstacle à une unification de ces deux confessions.
Beaucoup de partisans de la doctrine de l'imputation réfutent l’enseignement catholique de la gratia infusa (grâce infuse) parce que l’anthropologie luthérienne et calviniste (voir corruption totale) ne laisse pas de place au concept catholique de syndérèse (une « étincelle de conscience »). En d’autres mots, pour les luthériens et les calvinistes, l’homme est complètement perdu à la suite de sa chute dans le péché. En ce qui concerne le salut, il n’y a aucun élément chez un pécheur qui vaut d’être racheté par Dieu, s’il est basé sur le mérite ou la valeur intrinsèque du pécheur. La nécessité de l'imputation de la justice provient précisément du fait qu’il n’existe rien avec lequel la grâce de Dieu peut fusionner. Quelque chose de beaucoup plus radical doit alors être employé pour rendre juste un pécheur. La nature pécheresse doit être éliminée et remplacée par une nouvelle nature conçue par Dieu. La « sanctification positionnelle » est accomplie à travers la proclamation divine de l’imputation.